# 1215
[[Категорија: 1215
.| ]]
Година 1215 (MCCXV) била је проста година која је почела у четвртак.

## Догађаји
- Википедија:Непознат датум — Одржан је Четврти латерански сабор на којем је Отон IV изопштен, а осуђене су и катарска, валденшка и јоакимска јерес. Упућен је позив на нови крсташки рат.
- Википедија:Непознат датум — Фридрих II који је потврдио концесије Отона IV папи додао им је још и власт над Корзиком и Сардинијом, по други пут је крунисан. Свечано је преузео на себе окупљање и вођење војске која је освојила Јерусалим.
- 15. јун — Енглески краљ Џон без Земље је својим печатом потврдио Велику повељу слободе.

### Децембар
- Википедија:Непознат датум — Епирски деспот Михаило I убијен је у брачној постељи од стране једног слуге.
- Википедија:Непознат датум — У византијској Епирској деспотовини Михајла Анђела је наследио полубрат Теодор.
- Википедија:Непознат датум — Џингис-кан је наставио непријатељски однос према царству Ђин и заузео је Пекинг, док су његови генерали освајали Манџурију.